# Sony Entertainment
Sony Entertainment, Inc. — американская развлекательная компания транснациональной корпорации Sony Group Corporation, специализирующиеся на индустрии кино, телевидения и музыки. Контролируется Sony Corporation of America.

## История
30 марта 2012 года Майкл Линтон, сопредседатель и генеральный директор Sony Pictures Entertainment, был назначен генеральным директором Sony Corporation of America, чтобы контролировать все глобальные развлекательные сегменты Sony, а Николь Селигман, исполнительный вице-президент и главный юрисконсульт компании Sony Corporation была назначена президентом.
8 февраля 2016 года Селигман ушла в отставку, после 15 лет работы в Sony и оставался в компании до конца марта.
13 января 2017 года Линтон объявил, что уходит с поста генерального директора Sony Entertainment, а также с поста председателя и генерального директора Sony Pictures Entertainment, чтобы возглавить Snap Inc. 1 июня 2017 года его заменил Энтони Винчикерра и был назначен на эти должности.
В декабре 2016 года несколько новостных агентств сообщили, что в Sony рассматривают возможность реструктуризации своих подразделений в США путём слияния Sony Pictures Entertainment с игровым бизнесом Sony Interactive Entertainment. Таким образом руководителем бы стал генеральный директор Sony Interactive — Эндрю Хаус, однако источники сообщали о малой вероятности того, что Хаус возьмёт на себя повседневную работу студии. На сайте TheStreet писали, что в Sony должны были принять окончательное решение о возможности слияния подразделений к концу финансового года, в марте 2017 года. Однако, судя по активности Sony в 2017 году, слухи о слиянии так и не состоялись.
17 июля 2019 года Sony объявила, что объединит Sony Music Entertainment и Sony Music Publishing в Sony Music Group. Слияние было завершено 1 августа 2019 года.

## Подразделения

### Sony Pictures Entertainment
- Sony Pictures Entertainment Motion Picture Group
- Sony Pictures Television

### Sony Music Entertainment
- Arista Records
- Columbia Records
- Epic Records
- RCA Records
- RCA Inspiration
- Legacy Recordings
- Sony Music Nashville
- Sony Classical Records
- Sony Music Latin
- Sony Masterworks
- Sony Music Publishing
- The Orchard
- Provident Label Group